# Segunda División B de España 2019-20
La temporada 2019–20 de la Segunda División B de fútbol corresponde a la 43.ª edición del campeonato, dio comienzo el 25 de agosto de 2019 y finalizó de forma prematura el 8 de marzo de 2020. 
Posteriormente se disputó la promoción de ascenso entre el 18 y el 26 de julio de 2020. La promoción de permanencia fue suspendida.
En el mes de marzo la competición se suspendió por el brote del Coronavirus-2 del Síndrome Respiratorio Agudo Grave, considerada pandemia global. Primero se contempló jugar a puerta cerrada pero la rápida propagación de contagios y las tasas en aumento de fallecidos provocaron la inmediata suspensión.
Tras superar el mes sin competición, el 14 de abril, la RFEF anunció una propuesta a tratar con todas las federaciones territoriales. Esta propuesta apostaba por la finalización de la competición y dar efecto a las clasificaciones tal como quedaron en la vigésimo octava jornada; los cuatro primeros clasificados jugarían la promoción de ascenso con el mismo formato pero a partido único, sin público y sede neutral; mientras que los descensos quedarían sin efecto por lo que ningún equipo descendería a Tercera División. La propuesta no fue aceptada por todos los clubes y quedó en espera de la decisión del Gobierno de España, el Consejo Superior de Deportes y de las autoridades sanitarias. En caso de no celebrarse la promoción de ascenso exprés surgió la posibilidad de que los primeros clasificados de cada grupo asciendan de categoría para cumplir con el convenio de intercambio de plazas entre la Liga de Fútbol Profesional y la Real Federación Española de Fútbol.
Finalmente la propuesta de la RFEF se aprobó por unanimidad el 6 de mayo, y entre las medidas adoptadas destacaron las de finalización del torneo regular dando por definitivas las clasificaciones de la jornada 28, la celebración de la promoción de ascenso en formato exprés, la eliminación de descensos y ampliación de la categoría a cien equipos divididos en cinco grupos para la temporada siguiente, además de la creación de una nueva categoría de tercer nivel intermedia entre Segunda División y la nueva Segunda División RFEF para la temporada 2021-2022. Las clasificaciones finales fueron ratificadas por la Jueza Única de Competición el 25 de mayo.

## Sistema de competición
Participan ochenta clubes de toda la geografía española, encuadrados en cuatro grupos de veinte equipos. Se enfrentan en cada grupo todos contra todos en dos ocasiones -una en campo propio y otra en campo contrario- durante un total de 38 jornadas. En esta temporada la competición se dio por finalizada en la jornada 28 a causa de la pandemia de enfermedad por coronavirus. El orden de los encuentros se decide por sorteo antes de empezar la competición. La Federación Española de Fútbol es la responsable de designar las fechas de los partidos y los árbitros de cada encuentro, reservando al equipo local la potestad de fijar el horario exacto de cada encuentro.
El ganador de un partido obtiene tres puntos, el perdedor cero puntos, y en caso de empate hay un punto para cada equipo. Al término del campeonato, los cuatro equipos que acumulan más puntos en cada grupo juegan la promoción de ascenso. Esta promoción tiene formato de eliminación directa a doble partido: los primeros clasificados se enfrentan entre sí en emparejamientos que se determinan por sorteo y los dos vencedores ascienden a Segunda División, y además, juegan otra eliminatoria para decidir el campeón de Segunda División B. Los perdedores se unen al resto de eliminatorias que disputan segundos contra cuartos, y los terceros entre sí. Tras disputarse tres rondas eliminatorias los dos equipos vencedores ascienden igualmente a Segunda División.
En esta temporada no hubo descensos a causa de la suspensión definitiva de la competición en la jornada 28 por la pandemia de enfermedad por coronavirus.
A partir de esta temporada, la RFEF obliga a llevar nombre de los jugadores y dorsales fijos en las camisetas de los clubes participantes.

## Equipos
Un total de 80 equipos disputan la liga, divididos en cuatro grupos de 20 equipos cada uno. El total de los equipos incluye 58 equipos de Segunda División B de la pasada temporada, cuatro descendidos de Segunda División y dieciocho ascendidos de Tercera División. La composición de los cuatro grupos de Segunda División B fue elegida por la Comisión de Clubes de Segunda División B de entre las propuestas recibidas por parte de las distintas federaciones territoriales y confirmada en la Asamblea General de la Real Federación Española de Fútbol el 10 de julio de 2019. 
Una semana más tarde, el Reus Deportiu, que ya había descendido administrativamente de Segunda División a Segunda División B, sufrió un nuevo descenso administrativo a Tercera División por no presentar a tiempo el aval de 200.000 euros necesario para inscribirse en la competición. La Federación fijó en principio en 630.000 euros el precio que debía pagar el equipo que quisiera ocupar la plaza que quedaba libre, rebajándola a 452.022 euros cuatro días después, siendo el orden de preferencia, primero los equipos catalanes de Tercera División, el descendido catalán de Segunda División B, C.F. Peralada, seguido de los equipos de Tercera División no catalanes y finalmente los equipos no catalanes descendidos de Segunda División B. L'Hospitalet, club que tendría la mayor preferencia según esta normativa, manifestó que no iba a depositar el dinero solicitado por la Real Federación Española de Fútbol para cubrir la vacante, haciendo un llamamiento para que el resto de los clubes interesados tampoco los pagaran. No obstante, otros clubes como el Intercity Sant Joan, el FC Andorra y el Zamora CF sí que abonaron el dinero necesario para optar al ascenso administrativo, aunque el equipo zamorano confundió el número de cuenta bancaria por lo que el ingreso no llegó a tiempo. El equipo del Principado tenía preferencia sobre los otros clubs por pertenecer a la Tercera División Catalana siendo a la postre el que conseguiría la plaza.
En una resolución fechada a 11 de octubre, el Tribunal Administrativo del Deporte anuló la decisión de la RFEF de descender administrativamente al Reus de Segunda B a Tercera por no haber aplicado correctamente el pertinente procedimiento sancionador, lo que otorgaría al equipo el derecho a ser readmitido en la temporada en curso de Segunda B, oponiéndose la Federación Española a ello por el trastorno que conllevaría incluir un nuevo equipo a uno de los grupos con varias jornadas ya disputadas.

### Ascensos y descensos
| Descendidos de 2.ª División | Descendidos de 2.ª División | Descendidos de 2.ª División | Descendidos de 2.ª División |
| Pos.                        | Equipo                      | Pos.                        | Equipo                      |
| --------------------------- | --------------------------- | --------------------------- | --------------------------- |
| 19.º                        | Rayo Majadahonda            | 21.º                        | Córdoba C.F.                |
| 20.º                        | Gimnàstic de Tarragona      |                             |                             |

| Ascendidos a 2.ª División | Ascendidos a 2.ª División   | Ascendidos a 2.ª División | Ascendidos a 2.ª División |
| Pos.                      | Equipo                      | Pos.                      | Equipo                    |
| ------------------------- | --------------------------- | ------------------------- | ------------------------- |
| 1.º (I)                   | C.F. Fuenlabrada (Campeón)  | 2.º (I)                   | S.D. Ponferradina         |
| 1.º (II)                  | R. Racing Club (Subcampeón) | 3.º (II)                  | C.D. Mirandés             |

| Descendidos a 3.ª División | Descendidos a 3.ª División         | Descendidos a 3.ª División | Descendidos a 3.ª División    |
| Pos.                       | Equipo                             | Pos.                       | Equipo                        |
| -------------------------- | ---------------------------------- | -------------------------- | ----------------------------- |
| 16º. (III)                 | C.D. Alcoyano                      | 18.º (IV)                  | C.F. Villanovense             |
| 16º. (IV)                  | F.C. Jumilla                       | 19.º (I)                   | C.D.A. Navalcarnero           |
| 17.º (I)                   | C. Rápido de Bouzas                | 19.º (II)                  | R.S. Gimnástica Torrelavega   |
| 17.º (II)                  | S.D. Gernika Club                  | 19.º (III)                 | C.F. Peralada                 |
| 17.º (III)                 | C.D. Teruel                        | 19.º (IV)                  | C. Atlético Malagueño         |
| 17.º (IV)                  | C.D. El Ejido 2012                 | 20.º (I)                   | R.C. Deportivo Fabril         |
| 18.º (I)                   | A.D. Unión Adarve                  | 20.º (II)                  | S.C.D. Durango                |
| 18.º (II)                  | C.D. Vitoria                       | 20.º (IV)                  | U.D. Almería "B"              |
| 18.º (III)                 | U.B. Conquense                     | 20.º (III)                 | Ontinyent C.F. (desaparecido) |
| 22.º                       | C.F. Reus Deportiu (doble sanción) |                            |                               |

| Ascendidos de 3.ª División | Ascendidos de 3.ª División   | Ascendidos de 3.ª División | Ascendidos de 3.ª División |
| Pos.                       | Equipo                       | Pos.                       | Equipo                     |
| -------------------------- | ---------------------------- | -------------------------- | -------------------------- |
| 1.º (I)                    | Racing C. Ferrol             | 1.º (X)                    | Cádiz C.F. "B"             |
| 1.º (V)                    | U.E. Llagostera              | 2.º (II)                   | C. Marino de Luanco        |
| 1.º (VI)                   | Orihuela C.F.                | 2.º (VI)                   | C.F. La Nucía              |
| 1.º (VII)                  | Getafe C.F. "B"              | 2.º (VII)                  | Las Rozas C.F.             |
| 1.º (XI)                   | S.C.R. Peña Deportiva        | 2.º (XVIII)                | Villarrubia C.F.           |
| 1.º (XIII)                 | Yeclano Deportivo            | 3.º (IV)                   | D. Alavés "B"              |
| 1.º (XIV)                  | A.D. Mérida                  | 3.º (XVIII)                | C.P. Villarrobledo         |
| 1.º (XV)                   | C.A. Osasuna "B"             | 4.º (V)                    | A.E. Prat                  |
| 1.º (XVI)                  | C. Haro Deportivo            | 4.º (X)                    | Algeciras C.F.             |
| 1.º                        | F.C. Andorra (doble ascenso) |                            |                            |

     Ascenso a través de ruta de campeones de grupo

     Ascenso a través de ruta de no campeones de grupo

     Descenso directo ordinario

     Descenso después de promoción de permanencia

     Descenso administrativo o desaparición

### Propuestas de composición de grupos
Una vez determinados los 80 equipos participantes, las federaciones territoriales presentaron sus propuestas de formación de grupos, de entre las cuales se eligió la composición final mediante votación de los miembros de la Comisión de Clubes de Segunda B. La propuesta conjunta presentada por las federaciones catalana, valenciana, extremeña y murciana obtuvo el respaldo de los clubes de Andalucía, Melilla, Las Palmas y Castilla y León, aprobándose en primera votación por 43 votos de los 80 posibles.

### Equipos de la temporada actual
| Equipos de la temporada 2019-20 | Equipos de la temporada 2019-20 | Equipos de la temporada 2019-20 | Equipos de la temporada 2019-20 |
| Grupo I                         | Grupo II                        | Grupo III                       | Grupo IV                        |
| ------------------------------- | ------------------------------- | ------------------------------- | ------------------------------- |
| R.C. Celta "B"                  | D. Alavés "B"                   | C.F. Badalona                   | Algeciras C.F.                  |
| Coruxo F.C.                     | S.D. Amorebieta                 | F.C. Barcelona "B"              | Atlético Sanluqueño C.F.        |
| Racing Club de Ferrol           | Arenas Club                     | U.E. Cornellà                   | Cádiz C.F. "B"                  |
| Pontevedra C.F.                 | Barakaldo C.F.                  | R.C.D. Español "B"              | Córdoba C.F.                    |
| C. Atlético de Madrid "B"       | Bilbao Athletic                 | C. Gimnàstic de Tarragona       | R.B. Linense                    |
| Getafe C.F. "B"                 | S.D. Leioa                      | U.E. Llagostera                 | Marbella F.C.                   |
| C.F. Internacional de Madrid D. | Real Sociedad F. "B"            | C. Lleida Esportiu              | R.C. Recreativo                 |
| Las Rozas C.F.                  | Real Unión Club                 | U.E. Olot                       | Recreativo Granada              |
| C.F. Rayo Majadahonda           | C.D. Izarra                     | A.E. Prat                       | San Fernando C.D.               |
| Real Madrid Castilla C.F.       | C.A. Osasuna "B"                | C.E. Sabadell F.C.              | Sevilla Atlético C.             |
| U.D. San Sebastián de los Reyes | C.D. Tudelano                   | Atlético Levante U.D.           | F.C. Cartagena                  |
| U.D. Las Palmas Atlético        | C.D. Calahorra                  | C.D. Castellón                  | R. Murcia C.F.                  |
| U.P. Langreo                    | C. Haro Deportivo               | Hércules de Alicante C.F.       | UCAM Murcia C.F.                |
| C. Marino de Luanco             | U.D. Logroñés                   | C.F. La Nucía                   | Yeclano Deportivo               |
| R. Oviedo Vetusta               | Burgos C.F.                     | Orihuela C.F.                   | C.D. Badajoz                    |
| R. Sporting "B"                 | Cultural D. Leonesa             | Valencia C.F. Mestalla          | C.D. Don Benito                 |
| C.D. Atlético Baleares          | C.D. Guijuelo                   | Villarreal C.F. "B"             | A.D. Mérida                     |
| U.D. Ibiza-Eivissa              | Salamanca C.F.                  | C.D. Ebro                       | C.F. Talavera de la Reina       |
| S.C.R. Peña Deportiva           | Unionistas de Salamanca C.F.    | S.D. Ejea                       | C.P. Villarrobledo              |
| U.D. Melilla                    | R. Valladolid C.F. "B"          | F.C. Andorra                    | Villarrubia C.F.                |

     Clubes que permanecen en la categoría

     Clubes que ingresan en la categoría

### Goleadores
| Jugador             | Equipo                   | Goles | Partidos | Promedio |
| ------------------- | ------------------------ | ----- | -------- | -------- |
| Rufo                | Pontevedra CF            | 18    | 22       | 0.82     |
| Toni Gabarre        | Atlético Baleares        | 15    | 28       | 0.54     |
| Joselu Gómez        | Racing de Ferrol         | 14    | 25       | 0.56     |
| Miguel de la Fuente | Real Valladolid Promesas | 14    | 26       | 0.54     |
| Moha                | Espanyol B               | 13    | 25       | 0.52     |
| Davo                | UP Langreo               | 13    | 27       | 0.48     |
| Francis Ferrón      | San Fernando CD          | 13    | 27       | 0.48     |
| Rodado              | UD Ibiza                 | 13    | 28       | 0.46     |
| Manu Apeh           | Celta B                  | 12    | 25       | 0.48     |
| Berto               | R. Sporting "B"          | 11    | 21       | 0.52     |
|                     |                          |       |          |          |

## Grupo I

#### Clasificación grupo I
| Pos. | Equipo                     | Pts. | PJ | G  | E  | P  | GF | GC | Dif. | Notas                                                 |
| ---- | -------------------------- | ---- | -- | -- | -- | -- | -- | -- | ---- | ----------------------------------------------------- |
| 1    | Atlético Baleares          | 58   | 28 | 18 | 4  | 6  | 44 | 22 | +22  | Promoción de ascenso para campeones y Copa del Rey    |
| 2    | Ibiza                      | 56   | 28 | 17 | 5  | 6  | 41 | 18 | +23  | Promoción de ascenso para no campeones y Copa del Rey |
| 3    | Atlético de Madrid B       | 53   | 28 | 16 | 5  | 7  | 52 | 27 | +25  | Promoción de ascenso para no campeones                |
| 4    | Peña Deportiva             | 45   | 28 | 13 | 6  | 9  | 43 | 41 | +2   | Promoción de ascenso para no campeones y Copa del Rey |
| 5    | Coruxo                     | 41   | 28 | 11 | 8  | 9  | 32 | 30 | +2   | Copa del Rey                                          |
| 6    | Rayo Majadahonda           | 41   | 28 | 11 | 8  | 9  | 31 | 29 | +2   | Copa del Rey                                          |
| 7    | Real Madrid Castilla       | 40   | 28 | 10 | 10 | 8  | 42 | 35 | +7   |                                                       |
| 8    | Internacional              | 40   | 28 | 10 | 10 | 8  | 39 | 37 | +2   | Copa del Rey                                          |
| 9    | Pontevedra                 | 38   | 28 | 11 | 5  | 12 | 38 | 40 | −2   | Copa del Rey                                          |
| 10   | Langreo                    | 38   | 28 | 10 | 8  | 10 | 28 | 33 | −5   | Copa RFEF                                             |
| 11   | Racing de Ferrol           | 37   | 28 | 10 | 7  | 11 | 33 | 33 | 0    | Copa RFEF                                             |
| 12   | Real Oviedo B              | 37   | 28 | 10 | 7  | 11 | 31 | 38 | −7   |                                                       |
| 13   | Melilla                    | 36   | 28 | 9  | 9  | 10 | 29 | 37 | −8   | Copa RFEF                                             |
| 14   | Celta B                    | 35   | 28 | 10 | 5  | 13 | 41 | 45 | −4   |                                                       |
| 15   | R. Sporting "B"            | 34   | 28 | 10 | 4  | 14 | 36 | 31 | +5   |                                                       |
| 16   | Las Palmas Atlético        | 34   | 28 | 10 | 4  | 14 | 20 | 35 | −15  |                                                       |
| 17   | Las Rozas                  | 33   | 28 | 7  | 12 | 9  | 32 | 29 | +3   | Copa RFEF                                             |
| 18   | Marino de Luanco           | 32   | 28 | 9  | 5  | 14 | 26 | 37 | −11  |                                                       |
| 19   | Getafe B                   | 28   | 28 | 8  | 4  | 16 | 25 | 37 | −12  |                                                       |
| 20   | San Sebastián de los Reyes | 19   | 28 | 5  | 4  | 19 | 24 | 53 | −29  |                                                       |

 Fuente: BDFútbol resultados-futbol Futbolme
Criterios de clasificación: 1) puntos; 2) puntos en enfrentamientos directos; 3) diferencia de goles en enfrentamientos directos; 4) diferencia de goles; 5) goles marcados; 6) juego limpio en caso de empate de más de dos equipos

#### Evolución de la clasificación
| Equipo / Jornada | 1  | 2  | 3  | 4  | 5  | 6  | 7  | 8  | 9  | 10 | 11 | 12 | 13 | 14 | 15 | 16 | 17 | 18 | 19 | 20 | 21 | 22 | 23 | 24 | 25 | 26 | 27 | 28 |
| Equipo / Jornada |    |    |    |    |    |    |    |    |    |    |    |    |    |    |    |    |    |    |    |    |    |    |    |    |    |    |    |    |
| ---------------- | -- | -- | -- | -- | -- | -- | -- | -- | -- | -- | -- | -- | -- | -- | -- | -- | -- | -- | -- | -- | -- | -- | -- | -- | -- | -- | -- | -- |
| At.Baleares      | 8  | 2  | 5  | 4  | 2  | 1  | 1  | 1  | 1  | 1  | 1  | 1  | 1  | 1  | 1  | 1  | 1  | 2  | 2  | 2  | 2  | 2  | 1  | 1  | 1  | 1  | 1  | 1  |
| Ibiza            | 14 | 6  | 3  | 2  | 4  | 2  | 2  | 2  | 3  | 3  | 4  | 3  | 3  | 4  | 3  | 3  | 3  | 3  | 3  | 3  | 3  | 3  | 3  | 2  | 3  | 2  | 2  | 2  |
| At.Madrid "B"    | 5  | 12 | 6  | 3  | 7  | 4  | 4  | 3  | 2  | 2  | 2  | 2  | 2  | 2  | 2  | 2  | 2  | 1  | 1  | 1  | 1  | 1  | 2  | 3  | 2  | 3  | 3  | 3  |
| Peña Dep.        | 3  | 1  | 1  | 1  | 1  | 3  | 3  | 4  | 4  | 4  | 5  | 5  | 4  | 3  | 4  | 5  | 6  | 6  | 7  | 5  | 4  | 5  | 5  | 6  | 4  | 4  | 4  | 4  |
| Coruxo           | 19 | 20 | 15 | 10 | 8  | 13 | 9  | 11 | 11 | 17 | 15 | 17 | 18 | 14 | 11 | 13 | 9  | 9  | 8  | 8  | 6  | 4  | 4  | 4  | 5  | 5  | 5  | 5  |
| R.Majadahonda    | 7  | 13 | 8  | 7  | 6  | 7  | 6  | 5  | 5  | 5  | 3  | 4  | 6  | 5  | 5  | 4  | 4  | 4  | 4  | 4  | 5  | 6  | 7  | 5  | 6  | 6  | 7  | 6  |
| R.M. Castilla    | 11 | 3  | 10 | 11 | 11 | 9  | 7  | 7  | 7  | 7  | 11 | 12 | 11 | 9  | 12 | 14 | 10 | 12 | 10 | 10 | 12 | 10 | 11 | 8  | 8  | 7  | 8  | 7  |
| Internacional    | 10 | 4  | 2  | 5  | 3  | 5  | 5  | 6  | 6  | 6  | 6  | 6  | 5  | 6  | 6  | 7  | 8  | 7  | 5  | 6  | 7  | 7  | 6  | 7  | 7  | 8  | 6  | 8  |
| Pontevedra       | 1  | 11 | 7  | 9  | 12 | 10 | 12 | 13 | 15 | 12 | 9  | 8  | 7  | 8  | 8  | 6  | 5  | 5  | 6  | 7  | 8  | 9  | 8  | 10 | 14 | 13 | 11 | 9  |
| Langreo          | 17 | 18 | 19 | 20 | 20 | 17 | 16 | 19 | 19 | 19 | 19 | 19 | 17 | 12 | 15 | 11 | 14 | 15 | 16 | 17 | 15 | 17 | 16 | 15 | 11 | 14 | 12 | 10 |
| Rac.Ferrol       | 20 | 7  | 14 | 12 | 13 | 18 | 18 | 15 | 14 | 11 | 8  | 7  | 8  | 7  | 7  | 8  | 7  | 8  | 9  | 11 | 10 | 13 | 14 | 13 | 9  | 11 | 9  | 11 |
| Oviedo B         | 13 | 9  | 4  | 6  | 5  | 6  | 8  | 10 | 9  | 8  | 12 | 10 | 12 | 16 | 9  | 9  | 11 | 13 | 11 | 12 | 16 | 15 | 15 | 17 | 15 | 10 | 14 | 12 |
| Melilla          | 6  | 8  | 16 | 15 | 15 | 15 | 11 | 12 | 13 | 10 | 13 | 15 | 15 | 11 | 13 | 16 | 15 | 16 | 15 | 15 | 14 | 14 | 13 | 9  | 10 | 9  | 10 | 13 |
| Celta "B"        | 9  | 16 | 18 | 14 | 9  | 12 | 13 | 14 | 10 | 14 | 14 | 16 | 16 | 13 | 17 | 15 | 17 | 18 | 18 | 16 | 18 | 18 | 18 | 18 | 18 | 18 | 17 | 14 |
| R. Sporting "B"  | 18 | 5  | 12 | 16 | 16 | 11 | 15 | 16 | 18 | 18 | 18 | 14 | 13 | 17 | 14 | 17 | 13 | 14 | 12 | 9  | 9  | 8  | 10 | 12 | 12 | 15 | 13 | 15 |
| L. Palmas At.    | 4  | 10 | 13 | 18 | 18 | 14 | 14 | 8  | 8  | 9  | 7  | 9  | 9  | 10 | 10 | 10 | 12 | 10 | 13 | 13 | 11 | 12 | 9  | 11 | 16 | 16 | 15 | 16 |
| Las Rozas        | 12 | 15 | 9  | 8  | 10 | 8  | 10 | 9  | 12 | 13 | 10 | 11 | 10 | 15 | 18 | 18 | 18 | 17 | 17 | 18 | 17 | 16 | 17 | 16 | 17 | 17 | 18 | 17 |
| Marino           | 15 | 19 | 20 | 17 | 17 | 19 | 19 | 17 | 16 | 15 | 16 | 13 | 14 | 18 | 16 | 12 | 16 | 11 | 14 | 14 | 13 | 11 | 12 | 14 | 13 | 12 | 16 | 18 |
| Getafe "B"       | 16 | 17 | 10 | 13 | 14 | 16 | 17 | 20 | 17 | 16 | 17 | 18 | 19 | 19 | 19 | 19 | 19 | 19 | 19 | 19 | 19 | 19 | 19 | 19 | 19 | 19 | 19 | 19 |
| S.S. Reyes       | 2  | 14 | 17 | 19 | 19 | 20 | 20 | 18 | 20 | 20 | 20 | 20 | 20 | 20 | 20 | 20 | 20 | 20 | 20 | 20 | 20 | 20 | 20 | 20 | 20 | 20 | 20 | 20 |

#### Resultados
| Local \ Visitante               | AtB | AtM | Cel | Cor | Get | Ibi | Int | Lan | LPa | LRo | Mad | Mar | Mel | Ovi | Peñ | Pon | Rac | Ray | San | Spo |
| ------------------------------- | --- | --- | --- | --- | --- | --- | --- | --- | --- | --- | --- | --- | --- | --- | --- | --- | --- | --- | --- | --- |
| C.D. Atlético Baleares          | —   |     | 6–1 | 2–0 |     | 0–2 | 4–1 | 3–1 | 1–0 | 2–0 | 1–1 |     |     | 3–1 | 2–1 | 3–1 | 1–0 | 1–0 | 3–2 | 2–0 |
| Atlético de Madrid "B"          | 0–0 | —   | 3–1 | 3–0 |     |     | 2–0 | 4–0 | 4–0 | 1–1 | 2–0 | 3–0 |     |     | 1–3 | 1–1 | 2–2 | 0–1 | 4–0 | 3–2 |
| R.C. Celta de Vigo "B"          |     |     | —   |     |     | 1–0 | 5–0 | 0–1 | 1–0 | 2–4 | 0–1 | 0–2 | 4–2 | 3–1 | 3–1 | 1–2 | 0–2 | 0–1 | 2–1 |     |
| Coruxo F.C.                     | 1–1 | 3–0 | 2–2 | —   |     | 0–0 | 0–2 |     | 4–1 | 0–0 | 1–1 |     |     | 1–0 | 2–0 | 0–0 | 2–0 |     | 2–0 | 3–1 |
| Getafe C.F. "B"                 | 1–0 | 0–2 | 2–1 | 2–0 | —   |     |     | 0–2 | 0–1 | 0–0 |     | 1–2 | 2–0 |     | 0–1 | 2–3 |     | 3–0 | 0–2 | 0–1 |
| UD Ibiza                        | 0–1 | 1–2 |     | 2–0 | 1–0 | —   | 2–0 | 2–2 | 1–0 |     |     | 3–1 | 3–1 |     |     | 2–1 | 2–0 | 2–0 | 2–0 | 1–0 |
| Internacional de Madrid         |     |     | 2–2 | 0–2 | 2–1 | 2–1 | —   | 3–0 | 6–0 | 2–1 |     | 1–0 | 5–1 |     | 1–1 |     | 1–0 | 1–2 | 3–3 | 1–1 |
| U.P. Langreo                    | 0–1 | 1–2 | 2–1 | 3–2 | 0–0 |     |     | —   | 1–0 | 1–0 | 1–1 | 1–1 | 0–1 | 2–0 |     |     |     |     | 3–0 | 1–1 |
| Las Palmas Atlético             | 2–1 | 1–0 | 0–0 |     | 0–1 | 3–2 |     |     | —   | 1–0 | 0–0 |     | 1–0 | 1–2 | 3–0 | 1–2 | 1–0 | 0–0 |     |     |
| Las Rozas C.F.                  |     |     | 3–0 |     | 1–1 | 1–1 | 3–0 | 0–0 | 2–0 | —   | 1–1 | 1–0 | 0–1 | 1–0 | 1–1 | 1–3 | 2–5 | 1–1 |     |     |
| Real Madrid Castilla            |     |     |     | 4–0 | 3–0 | 1–2 | 2–2 | 0–0 | 3–1 | 2–2 | —   | 3–1 | 1–2 | 2–0 | 3–1 | 2–1 | 1–2 | 3–1 | 2–0 |     |
| Marino de Luanco                | 3–0 | 1–2 | 1–1 | 1–3 | 2–3 |     | 0–0 | 1–2 | 1–0 | 0–0 | 1–0 | —   | 0–0 |     | 1–0 |     |     |     | 2–0 | 1–0 |
| U.D. Melilla                    | 0–0 | 0–1 | 1–0 | 1–1 | 1–0 |     | 1–1 | 2–0 | 0–1 | 0–0 |     | 2–1 | —   |     | 2–2 |     |     | 0–3 | 1–0 | 2–0 |
| Real Oviedo B                   |     | 3–2 |     | 1–0 | 2–1 | 1–1 | 0–0 | 2–1 | 0–0 |     |     | 1–0 | 1–1 | —   | 1–3 | 0–1 | 0–1 | 2–2 | 1–1 | 3–2 |
| S.C.R. Peña Deportiva           |     | 3–1 | 3–4 |     | 2–0 | 0–2 | 0–0 | 3–1 |     | 2–1 | 2–0 | 4–0 | 2–1 | 4–3 | —   | 1–0 | 1–1 | 0–0 |     |     |
| Pontevedra C.F.                 | 0–1 | 1–5 |     | 2–0 | 2–3 | 0–0 | 1–2 | 0–0 |     |     | 4–0 | 3–0 | 3–1 | 0–1 |     | —   | 0–0 | 2–1 |     | 2–1 |
| Racing de Ferrol                | 0–3 | 1–1 |     | 0–1 | 3–1 | 1–0 | 1–1 | 3–0 |     |     |     | 1–2 | 3–3 | 2–0 |     | 4–1 | —   | 0–3 | 0–2 | 0–0 |
| C.F. Rayo Majadahonda           | 2–1 | 1–0 | 1–2 | 1–1 | 2–0 | 0–1 |     | 0–2 |     |     | 2–2 | 2–1 | 2–2 | 1–1 |     |     |     | —   | 1–0 | 1–0 |
| U.D. San Sebastián de los Reyes | 0–1 | 0–1 | 0–3 |     | 1–1 | 0–3 |     |     | 1–2 | 0–4 | 1–1 |     |     | 2–3 | 1–2 | 4–1 | 2–0 |     | —   | 1–0 |
| R. Sporting "B"                 | 2–0 |     | 1–1 | 0–1 |     | 0–2 | 1–0 |     | 2–0 | 2–1 | 4–2 |     |     | 0–1 | 6–0 | 3–1 | 0–1 | 1–0 | 5–0 | —   |

## Grupo II

#### Clasificación grupo II
| Pos. | Equipo           | Pts. | PJ | G  | E  | P  | GF | GC | Dif. | Notas                                                 |
| ---- | ---------------- | ---- | -- | -- | -- | -- | -- | -- | ---- | ----------------------------------------------------- |
| 1    | UD Logroñés      | 62   | 28 | 18 | 8  | 2  | 49 | 19 | +30  | Promoción de ascenso para campeones y Copa del Rey    |
| 2    | Cultural Leonesa | 49   | 28 | 14 | 7  | 7  | 45 | 28 | +17  | Promoción de ascenso para no campeones y Copa del Rey |
| 3    | Bilbao Athletic  | 49   | 28 | 14 | 7  | 7  | 55 | 35 | +20  | Promoción de ascenso para no campeones                |
| 4    | Valladolid B     | 47   | 28 | 12 | 11 | 5  | 43 | 28 | +15  | Promoción de ascenso para no campeones                |
| 5    | Real Sociedad B  | 44   | 28 | 12 | 8  | 8  | 47 | 35 | +12  |                                                       |
| 6    | Amorebieta       | 42   | 28 | 11 | 9  | 8  | 38 | 38 | 0    | Copa del Rey                                          |
| 7    | Osasuna B        | 40   | 28 | 11 | 7  | 10 | 35 | 35 | 0    |                                                       |
| 8    | Burgos           | 39   | 28 | 10 | 9  | 9  | 31 | 37 | −6   | Copa del Rey                                          |
| 9    | Guijuelo         | 37   | 28 | 10 | 7  | 11 | 30 | 26 | +4   | Copa del Rey                                          |
| 10   | Haro Deportivo   | 36   | 28 | 9  | 9  | 10 | 29 | 33 | −4   | Copa del Rey                                          |
| 11   | Alavés B         | 34   | 28 | 8  | 10 | 10 | 28 | 31 | −3   |                                                       |
| 12   | Calahorra        | 34   | 28 | 6  | 16 | 6  | 28 | 32 | −4   | Copa del Rey                                          |
| 13   | Salamanca        | 34   | 28 | 9  | 7  | 12 | 30 | 39 | −9   | Copa RFEF                                             |
| 14   | Barakaldo        | 32   | 28 | 9  | 5  | 14 | 33 | 42 | −9   | Copa RFEF                                             |
| 15   | Leioa            | 31   | 28 | 7  | 10 | 11 | 35 | 38 | −3   | Copa RFEF                                             |
| 16   | Unionistas       | 31   | 28 | 8  | 7  | 13 | 39 | 43 | −4   |                                                       |
| 17   | Real Unión       | 29   | 28 | 6  | 11 | 11 | 29 | 33 | −4   |                                                       |
| 18   | Arenas           | 28   | 28 | 6  | 10 | 12 | 27 | 43 | −16  |                                                       |
| 19   | Izarra           | 28   | 28 | 6  | 10 | 12 | 29 | 47 | −18  |                                                       |
| 20   | Tudelano         | 24   | 28 | 4  | 12 | 12 | 26 | 44 | −18  |                                                       |

 Fuente: BDFútbol resultados-futbol Futbolme
Criterios de clasificación: 1) puntos; 2) puntos en enfrentamientos directos; 3) diferencia de goles en enfrentamientos directos; 4) diferencia de goles; 5) goles marcados; 6) juego limpio en caso de empate de más de dos equipos

#### Evolución de la clasificación
| Equipo / Jornada | 1  | 2  | 3  | 4  | 5  | 6  | 7  | 8  | 9  | 10 | 11 | 12 | 13 | 14 | 15 | 16 | 17 | 18 | 19 | 20 | 21 | 22 | 23 | 24 | 25 | 26 | 27 | 28 |
| Equipo / Jornada |    |    |    |    |    |    |    |    |    |    |    |    |    |    |    |    |    |    |    |    |    |    |    |    |    |    |    |    |
| ---------------- | -- | -- | -- | -- | -- | -- | -- | -- | -- | -- | -- | -- | -- | -- | -- | -- | -- | -- | -- | -- | -- | -- | -- | -- | -- | -- | -- | -- |
| Logroñés         | 11 | 16 | 16 | 12 | 9  | 5  | 5  | 3  | 3  | 2  | 3  | 3  | 3  | 1  | 1  | 1  | 1  | 1  | 1  | 1  | 1  | 1  | 1  | 1  | 1  | 1  | 1  | 1  |
| Cultural         | 12 | 13 | 7  | 11 | 7  | 4  | 3  | 4  | 2  | 3  | 2  | 2  | 2  | 3  | 3  | 2  | 2  | 2  | 2  | 2  | 2  | 2  | 3  | 3  | 3  | 3  | 4  | 2  |
| Bilbao Ath.      | 1  | 3  | 11 | 6  | 3  | 2  | 1  | 1  | 1  | 1  | 1  | 1  | 1  | 2  | 2  | 3  | 5  | 3  | 3  | 3  | 3  | 3  | 2  | 2  | 2  | 2  | 2  | 3  |
| Valladolid "B"   | 2  | 7  | 3  | 1  | 1  | 3  | 2  | 5  | 4  | 5  | 5  | 5  | 6  | 5  | 5  | 5  | 4  | 4  | 4  | 5  | 4  | 4  | 5  | 5  | 4  | 4  | 3  | 4  |
| R.Socied."B"     | 8  | 4  | 1  | 3  | 2  | 1  | 4  | 2  | 5  | 4  | 4  | 4  | 4  | 4  | 4  | 4  | 3  | 5  | 5  | 4  | 5  | 5  | 4  | 4  | 5  | 5  | 5  | 5  |
| Amorebieta       | 13 | 15 | 15 | 14 | 14 | 8  | 11 | 11 | 14 | 13 | 14 | 13 | 10 | 9  | 9  | 9  | 8  | 9  | 8  | 8  | 7  | 7  | 7  | 7  | 7  | 7  | 6  | 6  |
| Osasuna "B"      | 14 | 8  | 4  | 9  | 4  | 9  | 10 | 15 | 11 | 7  | 6  | 6  | 5  | 7  | 6  | 7  | 6  | 6  | 6  | 6  | 6  | 6  | 6  | 6  | 6  | 6  | 7  | 7  |
| Burgos           | 10 | 14 | 14 | 16 | 17 | 16 | 14 | 12 | 9  | 12 | 9  | 7  | 8  | 11 | 13 | 14 | 14 | 14 | 14 | 14 | 14 | 16 | 13 | 10 | 8  | 8  | 8  | 8  |
| Guijuelo         | 7  | 9  | 13 | 10 | 15 | 13 | 15 | 16 | 16 | 18 | 17 | 18 | 18 | 18 | 19 | 19 | 19 | 19 | 16 | 18 | 15 | 11 | 14 | 12 | 10 | 9  | 9  | 9  |
| Haro             | 20 | 11 | 12 | 15 | 11 | 7  | 8  | 10 | 7  | 9  | 11 | 12 | 13 | 14 | 12 | 10 | 11 | 11 | 12 | 10 | 10 | 10 | 10 | 11 | 9  | 10 | 10 | 10 |
| Alavés "B"       | 9  | 12 | 9  | 13 | 8  | 11 | 7  | 9  | 12 | 8  | 10 | 11 | 12 | 10 | 11 | 13 | 13 | 10 | 11 | 12 | 12 | 15 | 12 | 14 | 14 | 14 | 11 | 11 |
| Calahorra        | 4  | 5  | 8  | 4  | 5  | 6  | 6  | 6  | 6  | 6  | 8  | 8  | 9  | 8  | 7  | 6  | 7  | 7  | 7  | 7  | 8  | 8  | 9  | 8  | 11 | 11 | 12 | 12 |
| Salamanca        | 3  | 1  | 2  | 8  | 12 | 14 | 9  | 7  | 8  | 10 | 7  | 9  | 7  | 6  | 8  | 8  | 9  | 8  | 9  | 9  | 9  | 9  | 8  | 9  | 12 | 12 | 13 | 13 |
| Barakaldo        | 5  | 2  | 5  | 2  | 6  | 10 | 12 | 8  | 10 | 11 | 13 | 10 | 11 | 13 | 14 | 11 | 10 | 12 | 13 | 13 | 17 | 17 | 18 | 17 | 15 | 15 | 14 | 14 |
| Leioa            | 16 | 20 | 20 | 20 | 20 | 18 | 18 | 18 | 18 | 17 | 18 | 17 | 17 | 17 | 17 | 16 | 17 | 15 | 15 | 17 | 13 | 13 | 11 | 13 | 13 | 13 | 15 | 15 |
| Unionistas       | 15 | 19 | 19 | 17 | 16 | 17 | 19 | 19 | 19 | 20 | 19 | 19 | 19 | 20 | 20 | 20 | 20 | 17 | 17 | 15 | 16 | 12 | 16 | 16 | 17 | 17 | 17 | 16 |
| Real Unión       | 18 | 18 | 17 | 18 | 18 | 19 | 17 | 14 | 15 | 16 | 16 | 16 | 14 | 12 | 10 | 12 | 12 | 13 | 10 | 11 | 11 | 14 | 15 | 15 | 16 | 16 | 16 | 17 |
| Arenas           | 17 | 17 | 18 | 19 | 19 | 20 | 20 | 20 | 20 | 19 | 20 | 20 | 20 | 19 | 18 | 18 | 15 | 16 | 18 | 16 | 18 | 18 | 17 | 18 | 18 | 18 | 18 | 18 |
| Izarra           | 19 | 10 | 6  | 7  | 13 | 15 | 16 | 17 | 17 | 15 | 15 | 14 | 15 | 15 | 15 | 15 | 16 | 18 | 19 | 19 | 20 | 19 | 19 | 19 | 19 | 19 | 19 | 19 |
| Tudelano         | 6  | 6  | 10 | 5  | 10 | 12 | 13 | 13 | 13 | 14 | 12 | 15 | 16 | 16 | 16 | 17 | 18 | 20 | 20 | 20 | 19 | 20 | 20 | 20 | 20 | 20 | 20 | 20 |

#### Resultados
| Local \ Visitante            | Ala | Amo | Are | Bar | Bil | Bur | Cal | Cul | Gui | Har | Iza | Lei | Log | Osa | RSo | RUn | Sal | Tud | Uni | Val |
| ---------------------------- | --- | --- | --- | --- | --- | --- | --- | --- | --- | --- | --- | --- | --- | --- | --- | --- | --- | --- | --- | --- |
| D. Alavés "B"                | —   |     | 0–2 | 1–0 |     | 2–2 |     | 1–1 | 2–0 | 2–0 | 4–0 | 0–0 | 1–1 |     | 3–2 | 1–0 |     | 1–0 | 2–1 | 1–1 |
| S.D. Amorebieta              | 1–1 | —   | 0–0 | 3–2 | 2–1 |     | 1–0 | 1–3 |     |     | 0–0 |     | 0–1 | 1–0 |     | 1–4 | 2–3 | 5–1 | 1–3 | 1–0 |
| Arenas Club                  |     | 1–1 | —   |     | 1–2 | 0–2 |     | 1–2 | 0–0 | 2–0 |     | 0–3 | 1–2 | 0–2 | 1–0 | 0–0 | 2–1 | 1–1 |     | 0–3 |
| Barakaldo C.F.               | 1–1 |     | 1–3 | —   |     |     | 1–1 | 0–0 | 0–1 | 2–1 | 1–2 | 1–2 | 0–1 |     | 0–5 | 2–1 |     | 3–1 | 2–1 | 3–1 |
| Bilbao Athletic              | 1–0 | 3–3 | 1–1 | 0–1 | —   |     | 0–0 | 1–0 |     | 2–3 | 3–3 |     | 3–1 | 5–0 |     | 3–3 | 4–0 | 1–0 | 4–1 | 4–1 |
| Burgos C.F.                  | 1–1 | 1–2 | 2–2 | 1–0 | 2–0 | —   | 0–1 | 2–0 |     | 1–1 | 1–1 |     |     | 3–2 | 0–2 |     | 1–0 | 3–0 | 0–3 | 0–1 |
| C.D. Calahorra               | 1–1 |     | 2–1 | 3–3 | 2–3 | 0–3 | —   | 1–0 | 1–2 |     | 1–0 | 0–0 | 1–1 |     |     | 2–0 |     | 1–1 | 1–1 |     |
| Cultural Leonesa             |     | 1–1 |     |     | 5–2 | 4–0 |     | —   | 3–1 | 2–0 | 1–1 | 2–0 | 0–2 | 0–0 | 3–0 | 0–0 | 3–1 |     | 1–0 |     |
| C.D. Guijuelo                | 1–0 | 0–1 |     | 1–2 | 2–0 | 3–0 | 0–0 | 3–1 | —   | 2–0 | 3–0 | 0–0 |     | 1–2 | 3–0 |     | 1–2 | 0–0 |     |     |
| Haro Deportivo               |     | 1–1 |     | 0–0 | 1–4 | 1–1 | 1–1 |     | 1–0 | —   | 3–1 | 0–0 | 1–2 | 1–0 | 2–0 |     | 1–2 |     | 1–0 |     |
| C.D. Izarra                  | 1–0 |     | 3–1 | 1–0 |     |     | 1–1 | 0–1 |     | 0–2 | —   | 2–0 | 2–2 |     | 1–1 | 0–1 | 1–1 | 1–0 | 2–6 | 2–2 |
| S.D. Leioa                   | 2–0 | 0–1 |     | 1–3 | 1–0 | 5–0 | 3–3 | 2–4 | 0–1 | 2–2 | 3–1 | —   |     | 0–0 | 0–2 |     | 2–1 |     |     | 1–1 |
| U.D. Logroñés                | 0–0 | 1–1 | 4–0 |     |     | 3–0 | 0–0 | 3–2 | 2–0 | 0–1 |     | 4–1 | —   | 2–1 | 0–0 | 3–2 | 1–0 | 4–0 |     | 1–1 |
| C.A. Osasuna "B"             | 3–1 | 3–2 | 4–1 | 1–0 | 1–1 | 0–0 | 3–0 |     |     |     | 1–0 |     | 0–1 | —   |     | 4–2 | 1–1 | 1–1 | 2–0 | 1–0 |
| Real Sociedad "B"            | 3–0 | 4–2 |     | 2–4 | 0–2 | 1–1 | 2–0 |     | 2–0 | 1–1 | 3–1 | 4–3 |     | 3–1 | —   |     | 3–1 |     | 0–0 | 1–1 |
| Real Unión Club              |     | 0–1 | 1–1 |     | 0–1 | 0–1 | 0–0 | 1–1 | 2–1 | 1–0 |     | 0–0 |     | 1–1 | 2–2 | —   | 0–1 | 1–2 |     | 2–1 |
| Salamanca C.F.               | 1–0 | 0–3 | 3–1 | 3–0 | 1–1 | 0–1 | 1–2 |     | 0–0 |     | 1–1 |     | 0–2 |     |     | 1–1 | —   | 2–1 | 2–0 |     |
| C.D. Tudelano                |     | 0–0 | 1–1 |     | 0–3 | 2–2 |     | 2–3 | 1–1 | 1–2 |     | 2–1 | 0–1 | 2–1 | 0–0 | 2–2 |     | —   | 3–1 | 1–1 |
| Unionistas de Salamanca C.F. | 4–2 |     | 1–2 | 1–0 |     |     | 2–2 | 1–2 | 2–1 | 2–1 |     | 1–1 | 1–4 | 4–0 | 1–3 | 0–2 | 1–1 | 1–1 | —   | 0–0 |
| Real Valladolid C.F. "B"     | 1–0 | 4–0 | 1–1 | 3–1 |     |     | 1–1 | 1–0 | 2–2 | 1–1 | 4–1 | 3–2 |     | 2–0 | 2–1 | 1–0 | 3–0 |     |     | —   |

## Grupo III

#### Clasificación grupo III
| Pos. | Equipo            | Pts. | PJ | G  | E  | P  | GF | GC | Dif. | Notas                                                 |
| ---- | ----------------- | ---- | -- | -- | -- | -- | -- | -- | ---- | ----------------------------------------------------- |
| 1    | Castellón         | 50   | 28 | 14 | 8  | 6  | 40 | 24 | +16  | Promoción de ascenso para campeones y Copa del Rey    |
| 2    | Barcelona B       | 49   | 28 | 13 | 10 | 5  | 40 | 27 | +13  | Promoción de ascenso para no campeones                |
| 3    | Sabadell          | 49   | 28 | 14 | 7  | 7  | 38 | 25 | +13  | Promoción de ascenso para no campeones y Copa del Rey |
| 4    | Cornellà          | 49   | 28 | 13 | 10 | 5  | 34 | 25 | +9   | Promoción de ascenso para no campeones y Copa del Rey |
| 5    | Lleida            | 46   | 28 | 12 | 10 | 6  | 34 | 22 | +12  | Copa del Rey                                          |
| 6    | Villarreal B      | 46   | 28 | 13 | 7  | 8  | 36 | 32 | +4   |                                                       |
| 7    | Olot              | 44   | 28 | 11 | 11 | 6  | 34 | 19 | +15  | Copa del Rey                                          |
| 8    | RCD Espanyol B    | 42   | 28 | 11 | 9  | 8  | 44 | 37 | +7   |                                                       |
| 9    | Andorra           | 41   | 28 | 10 | 11 | 7  | 31 | 28 | +3   | Copa del Rey                                          |
| 10   | La Nucía          | 39   | 28 | 10 | 9  | 9  | 30 | 29 | +1   | Copa del Rey                                          |
| 11   | Ebro              | 37   | 28 | 8  | 13 | 7  | 29 | 31 | −2   | Copa RFEF                                             |
| 12   | Atlético Levante  | 35   | 28 | 10 | 5  | 13 | 29 | 34 | −5   |                                                       |
| 13   | Llagostera        | 33   | 28 | 7  | 12 | 9  | 28 | 33 | −5   | Copa RFEF                                             |
| 14   | Gimnàstic         | 31   | 28 | 7  | 10 | 11 | 33 | 38 | −5   | Copa RFEF                                             |
| 15   | Ejea              | 27   | 28 | 6  | 9  | 13 | 27 | 36 | −9   |                                                       |
| 16   | Valencia Mestalla | 26   | 28 | 4  | 14 | 10 | 27 | 33 | −6   |                                                       |
| 17   | Prat              | 26   | 28 | 5  | 11 | 12 | 25 | 40 | −15  |                                                       |
| 18   | Hércules          | 25   | 28 | 5  | 10 | 13 | 27 | 35 | −8   |                                                       |
| 19   | Badalona          | 24   | 28 | 5  | 9  | 14 | 17 | 34 | −17  |                                                       |
| 20   | Orihuela          | 23   | 28 | 4  | 11 | 13 | 26 | 47 | −21  |                                                       |

 Fuente: BDFútbol resultados-futbol Futbolme
Criterios de clasificación: 1) puntos; 2) puntos en enfrentamientos directos; 3) diferencia de goles en enfrentamientos directos; 4) diferencia de goles; 5) goles marcados; 6) juego limpio en caso de empate de más de dos equipos

#### Evolución de la clasificación
| Equipo / Jornada | 1  | 2  | 3  | 4  | 5  | 6  | 7  | 8  | 9  | 10 | 11 | 12 | 13 | 14 | 15 | 16 | 17 | 18 | 19 | 20 | 21 | 22 | 23 | 24 | 25 | 26 | 27 | 28 |
| Equipo / Jornada |    |    |    |    |    |    |    |    |    |    |    |    |    |    |    |    |    |    |    |    |    |    |    |    |    |    |    |    |
| ---------------- | -- | -- | -- | -- | -- | -- | -- | -- | -- | -- | -- | -- | -- | -- | -- | -- | -- | -- | -- | -- | -- | -- | -- | -- | -- | -- | -- | -- |
| Castellón        | 5  | 5  | 7  | 4  | 5  | 4  | 4  | 5  | 4  | 6  | 4  | 1  | 1  | 1  | 2  | 1  | 2  | 2  | 2  | 4  | 3  | 2  | 3  | 2  | 3  | 2  | 1  | 1  |
| Barça "B"        | 3  | 6  | 9  | 9  | 7  | 5  | 8  | 6  | 6  | 4  | 6  | 5  | 5  | 6  | 5  | 6  | 5  | 5  | 5  | 3  | 4  | 3  | 2  | 4  | 4  | 3  | 3  | 2  |
| Sabadell         | 17 | 10 | 12 | 7  | 3  | 7  | 6  | 4  | 3  | 5  | 2  | 3  | 3  | 3  | 1  | 2  | 1  | 1  | 1  | 1  | 1  | 1  | 1  | 1  | 1  | 1  | 2  | 3  |
| Cornellà         | 14 | 15 | 15 | 11 | 12 | 11 | 11 | 11 | 13 | 15 | 11 | 10 | 12 | 10 | 10 | 8  | 7  | 7  | 7  | 7  | 6  | 4  | 4  | 5  | 5  | 4  | 4  | 4  |
| Lleida           | 7  | 11 | 6  | 3  | 4  | 3  | 3  | 3  | 1  | 1  | 1  | 2  | 2  | 2  | 4  | 4  | 6  | 6  | 6  | 6  | 7  | 8  | 8  | 6  | 6  | 6  | 6  | 5  |
| Villarreal "B"   | 6  | 2  | 1  | 1  | 2  | 2  | 2  | 2  | 5  | 2  | 5  | 8  | 8  | 11 | 11 | 10 | 9  | 9  | 8  | 8  | 8  | 7  | 5  | 3  | 2  | 5  | 5  | 6  |
| Olot             | 9  | 8  | 10 | 12 | 9  | 12 | 12 | 13 | 12 | 10 | 9  | 9  | 10 | 9  | 9  | 11 | 11 | 11 | 11 | 10 | 9  | 9  | 9  | 9  | 8  | 8  | 7  | 7  |
| Español "B"      | 4  | 7  | 8  | 10 | 11 | 10 | 10 | 10 | 10 | 13 | 13 | 11 | 9  | 8  | 6  | 3  | 3  | 3  | 4  | 2  | 2  | 5  | 6  | 7  | 7  | 7  | 8  | 8  |
| Andorra          | 19 | 9  | 5  | 2  | 1  | 1  | 1  | 1  | 2  | 3  | 3  | 4  | 4  | 4  | 3  | 5  | 4  | 4  | 3  | 5  | 5  | 6  | 7  | 8  | 9  | 9  | 9  | 9  |
| La Nucía         | 8  | 1  | 4  | 5  | 8  | 6  | 7  | 8  | 9  | 8  | 7  | 6  | 7  | 5  | 7  | 7  | 10 | 10 | 10 | 11 | 11 | 13 | 11 | 10 | 10 | 10 | 10 | 10 |
| Ebro             | 15 | 16 | 11 | 13 | 14 | 14 | 15 | 12 | 15 | 11 | 12 | 14 | 15 | 14 | 15 | 14 | 14 | 13 | 12 | 13 | 12 | 11 | 13 | 13 | 13 | 12 | 11 | 11 |
| At.Levante       | 12 | 19 | 13 | 16 | 13 | 13 | 14 | 15 | 11 | 12 | 14 | 15 | 14 | 15 | 16 | 16 | 15 | 14 | 13 | 12 | 13 | 12 | 12 | 11 | 11 | 11 | 12 | 12 |
| Llagostera       | 2  | 4  | 3  | 8  | 10 | 8  | 5  | 7  | 8  | 7  | 8  | 7  | 6  | 7  | 8  | 9  | 8  | 8  | 9  | 9  | 10 | 10 | 10 | 12 | 12 | 13 | 13 | 13 |
| Gimnàstic        | 16 | 17 | 18 | 14 | 15 | 16 | 16 | 16 | 14 | 16 | 17 | 17 | 17 | 16 | 14 | 15 | 16 | 17 | 17 | 17 | 15 | 15 | 14 | 14 | 14 | 14 | 14 | 14 |
| Ejea             | 1  | 3  | 2  | 6  | 6  | 9  | 9  | 9  | 7  | 9  | 10 | 12 | 11 | 13 | 13 | 13 | 13 | 15 | 15 | 15 | 14 | 14 | 15 | 15 | 15 | 15 | 15 | 15 |
| V.Mestalla       | 13 | 13 | 16 | 17 | 18 | 18 | 13 | 14 | 16 | 17 | 16 | 13 | 13 | 12 | 12 | 12 | 12 | 12 | 14 | 14 | 16 | 16 | 16 | 16 | 16 | 16 | 16 | 16 |
| Prat             | 11 | 12 | 14 | 15 | 17 | 17 | 18 | 19 | 19 | 18 | 18 | 19 | 19 | 18 | 18 | 20 | 20 | 19 | 19 | 20 | 20 | 19 | 20 | 20 | 19 | 19 | 19 | 17 |
| Hércules         | 10 | 14 | 17 | 18 | 19 | 19 | 19 | 18 | 17 | 14 | 15 | 16 | 16 | 17 | 17 | 17 | 18 | 18 | 18 | 18 | 18 | 18 | 17 | 17 | 17 | 17 | 17 | 18 |
| Badalona         | 18 | 20 | 20 | 20 | 20 | 20 | 20 | 20 | 20 | 20 | 20 | 18 | 18 | 19 | 19 | 18 | 17 | 16 | 16 | 16 | 17 | 17 | 18 | 18 | 18 | 18 | 18 | 19 |
| Orihuela         | 20 | 18 | 19 | 19 | 16 | 15 | 17 | 17 | 18 | 19 | 19 | 20 | 20 | 20 | 20 | 19 | 19 | 20 | 20 | 19 | 19 | 20 | 19 | 19 | 20 | 20 | 20 | 20 |

#### Resultados
| Local \ Visitante      | And | AtL | Bad | Bar | Cas | Cor | Ebr | Eje | Esp | Gim | Her | LaN | Lla | Lle | Olo | Ori | Pra | Sab | Val | Vil |
| ---------------------- | --- | --- | --- | --- | --- | --- | --- | --- | --- | --- | --- | --- | --- | --- | --- | --- | --- | --- | --- | --- |
| Andorra                | —   | 0–1 | 2–0 |     |     |     | 2–1 | 3–0 | 0–3 | 0–0 | 2–1 |     | 1–1 | 1–0 | 1–0 | 2–1 | 1–2 | 2–2 | 4–3 | 0–0 |
| Atlético Levante       | 1–1 | —   |     | 1–2 | 0–2 | 3–1 | 1–2 |     | 0–2 | 1–0 | 1–0 | 3–1 | 1–0 |     |     | 1–1 | 2–0 | 1–2 |     | 1–1 |
| C.F. Badalona          | 0–0 | 1–0 | —   | 0–2 | 1–1 | 0–2 | 0–1 |     |     | 2–1 |     | 2–2 |     | 1–1 | 0–0 | 1–0 | 0–1 |     | 1–2 |     |
| F.C. Barcelona "B"     | 0–0 | 2–0 | 2–1 | —   | 2–1 | 3–3 |     | 2–0 | 2–0 | 2–2 | 0–0 | 3–1 | 3–2 |     |     | 3–0 | 2–2 | 1–0 |     | 2–3 |
| C.D. Castellón         | 3–1 |     | 3–1 |     | —   | 3–1 |     | 1–1 | 1–0 | 3–2 | 1–0 | 3–0 | 0–0 |     | 1–0 |     | 1–3 | 0–1 | 2–2 | 3–0 |
| U.E. Cornellà          | 2–0 | 1–0 | 1–0 |     |     | —   |     | 1–1 | 1–0 | 1–1 | 0–1 | 1–0 | 2–1 | 1–0 | 1–1 |     | 0–0 | 2–0 | 1–0 | 1–2 |
| C.D. Ebro              |     | 3–1 | 2–1 | 1–1 | 2–1 | 1–1 | —   | 1–1 | 0–0 | 0–2 | 0–0 | 2–1 |     |     | 1–2 | 2–0 | 1–1 | 1–1 |     | 2–1 |
| S.D. Ejea              | 1–1 | 0–1 | 2–0 | 1–0 | 0–1 | 0–1 | 1–1 | —   |     |     |     |     | 1–0 | 0–0 | 0–2 | 4–0 | 3–0 |     | 2–0 |     |
| R.C.D. Español "B"     | 2–0 |     | 1–2 |     | 0–0 | 2–2 | 2–2 | 3–1 | —   |     | 3–2 | 2–1 | 3–1 | 2–2 | 1–5 |     |     | 4–2 | 0–0 | 3–1 |
| Gimnàstic Tarragona    | 0–3 |     |     | 1–0 | 1–1 | 2–2 | 4–1 | 2–0 | 2–2 | —   | 0–2 | 2–1 | 1–3 | 1–1 |     |     |     |     | 2–1 | 0–1 |
| Hércules               | 0–0 | 1–3 | 1–2 | 4–1 |     |     | 3–0 | 2–2 |     |     | —   |     | 0–0 | 1–1 | 0–0 | 1–3 | 2–2 | 0–2 | 1–1 | 1–2 |
| C.F. La Nucía          | 1–1 |     | 1–1 |     | 1–1 | 1–0 |     | 2–1 | 2–0 | 2–0 | 3–0 | —   | 0–0 | 2–1 | 2–1 |     |     | 1–0 | 0–0 | 0–0 |
| U.E. Llagostera        |     | 1–3 | 0–0 | 1–1 |     |     | 2–1 | 2–2 |     | 0–0 | 2–1 |     | —   | 1–0 | 1–0 | 1–1 | 1–1 | 0–1 | 1–1 | 0–3 |
| Lleida Esportiu        |     | 0–0 | 3–0 | 1–1 | 1–0 |     | 0–0 | 2–0 | 2–1 | 1–0 |     | 0–2 |     | —   | 1–1 | 4–0 | 2–0 |     | 2–1 | 3–0 |
| U.E. Olot              |     | 3–0 | 2–0 | 1–0 | 1–0 | 1–1 | 1–0 |     | 1–1 | 2–1 |     | 4–0 |     | 0–1 | —   | 0–1 | 0–0 | 1–1 | 1–0 |     |
| Orihuela C.F.          | 1–1 | 1–1 |     | 0–0 | 2–2 | 1–2 |     | 2–0 | 1–3 | 2–2 | 1–0 | 0–0 | 0–3 |     |     | —   | 1–1 | 1–1 |     | 1–2 |
| A.E. Prat              | 0–1 |     |     | 1–2 | 0–1 | 1–2 | 0–0 |     | 0–2 | 1–3 | 1–1 | 0–3 | 1–2 | 0–0 |     | 2–2 | —   |     |     | 3–1 |
| C.E. Sabadell F.C.     |     | 1–0 | 1–0 |     | 0–2 |     |     | 2–1 | 3–1 | 2–0 | 1–2 | 1–0 | 1–1 | 4–0 | 1–1 | 2–1 | 3–0 | —   | 0–0 |     |
| Valencia C.F. Mestalla |     | 3–1 | 0–0 | 0–0 | 1–2 |     | 0–0 | 1–1 | 1–1 | 1–1 |     | 0–0 |     | 1–2 | 2–2 | 4–1 | 1–2 | 0–3 | —   |     |
| Villarreal C.F. "B"    | 2–1 | 2–1 | 0–0 | 0–1 |     | 0–0 | 1–1 | 3–1 |     |     | 1–0 |     | 4–1 | 1–3 | 1–1 | 2–1 |     | 2–0 | 0–1 | —   |

## Grupo IV

### Clasificación grupo IV
| Pos. | Equipo               | Pts. | PJ | G  | E  | P  | GF | GC | Dif. | Notas                                                 |
| ---- | -------------------- | ---- | -- | -- | -- | -- | -- | -- | ---- | ----------------------------------------------------- |
| 1    | Cartagena            | 54   | 28 | 15 | 9  | 4  | 33 | 19 | +14  | Promoción de ascenso para campeones y Copa del Rey    |
| 2    | Marbella             | 53   | 28 | 13 | 14 | 1  | 39 | 20 | +19  | Promoción de ascenso para no campeones y Copa del Rey |
| 3    | Badajoz              | 49   | 28 | 14 | 7  | 7  | 37 | 22 | +15  | Promoción de ascenso para no campeones y Copa del Rey |
| 4    | Yeclano              | 47   | 28 | 13 | 8  | 7  | 42 | 33 | +9   | Promoción de ascenso para no campeones y Copa del Rey |
| 5    | Córdoba              | 45   | 28 | 12 | 9  | 7  | 33 | 27 | +6   | Copa del Rey                                          |
| 6    | San Fernando         | 44   | 28 | 12 | 8  | 8  | 39 | 25 | +14  | Copa del Rey                                          |
| 7    | Linense              | 41   | 28 | 10 | 11 | 7  | 27 | 26 | +1   | Copa del Rey                                          |
| 8    | Murcia               | 39   | 28 | 10 | 9  | 9  | 33 | 26 | +7   | Copa RFEF                                             |
| 9    | Sevilla Atlético     | 36   | 28 | 9  | 9  | 10 | 31 | 33 | −2   |                                                       |
| 10   | UCAM Murcia          | 36   | 28 | 9  | 9  | 10 | 29 | 33 | −4   | Copa RFEF                                             |
| 11   | Cádiz "B"            | 36   | 28 | 9  | 9  | 10 | 23 | 27 | −4   |                                                       |
| 12   | Villarrubia          | 35   | 28 | 8  | 11 | 9  | 34 | 33 | +1   | Copa RFEF                                             |
| 13   | Recreativo           | 33   | 28 | 8  | 9  | 11 | 30 | 31 | −1   | Copa RFEF                                             |
| 14   | Don Benito           | 32   | 28 | 8  | 8  | 12 | 32 | 35 | −3   |                                                       |
| 15   | Atlético Sanluqueño  | 30   | 28 | 7  | 9  | 12 | 20 | 28 | −8   |                                                       |
| 16   | Algeciras            | 29   | 28 | 6  | 11 | 11 | 31 | 40 | −9   |                                                       |
| 17   | Talavera de la Reina | 29   | 28 | 7  | 8  | 13 | 23 | 33 | −10  |                                                       |
| 18   | Granada "B"          | 29   | 28 | 7  | 8  | 13 | 21 | 35 | −14  |                                                       |
| 19   | Mérida               | 27   | 28 | 4  | 15 | 9  | 28 | 37 | −9   |                                                       |
| 20   | Villarrobledo        | 22   | 28 | 5  | 7  | 16 | 23 | 45 | −22  |                                                       |

 Fuente: BDFútbol resultados-futbol Futbolme
Criterios de clasificación: 1) puntos; 2) puntos en enfrentamientos directos; 3) diferencia de goles en enfrentamientos directos; 4) diferencia de goles; 5) goles marcados; 6) juego limpio en caso de empate de más de dos equipos

### Evolución de la clasificación
| Equipo / Jornada | 1  | 2  | 3  | 4  | 5  | 6  | 7  | 8  | 9  | 10 | 11 | 12 | 13 | 14 | 15 | 16 | 17 | 18 | 19 | 20 | 21 | 22 | 23 | 24 | 25 | 26 | 27 | 28 |
| Equipo / Jornada |    |    |    |    |    |    |    |    |    |    |    |    |    |    |    |    |    |    |    |    |    |    |    |    |    |    |    |    |
| ---------------- | -- | -- | -- | -- | -- | -- | -- | -- | -- | -- | -- | -- | -- | -- | -- | -- | -- | -- | -- | -- | -- | -- | -- | -- | -- | -- | -- | -- |
| Cartagena        | 10 | 7  | 9  | 6  | 4  | 2  | 2  | 2  | 1  | 1  | 1  | 1  | 1  | 1  | 1  | 1  | 1  | 1  | 1  | 1  | 1  | 3  | 1  | 2  | 2  | 2  | 2  | 1  |
| Marbella         | 6  | 3  | 6  | 4  | 5  | 5  | 6  | 6  | 4  | 3  | 3  | 4  | 3  | 4  | 4  | 3  | 4  | 3  | 3  | 4  | 2  | 1  | 2  | 1  | 1  | 1  | 1  | 2  |
| Badajoz          | 16 | 8  | 3  | 3  | 2  | 4  | 3  | 1  | 3  | 4  | 2  | 3  | 4  | 3  | 3  | 2  | 2  | 2  | 4  | 3  | 4  | 4  | 4  | 5  | 6  | 5  | 3  | 3  |
| Yeclano          | 12 | 4  | 8  | 10 | 12 | 10 | 11 | 7  | 6  | 8  | 5  | 5  | 6  | 5  | 5  | 4  | 3  | 4  | 2  | 2  | 3  | 2  | 3  | 3  | 4  | 3  | 4  | 4  |
| Córdoba          | 3  | 6  | 4  | 5  | 7  | 9  | 5  | 5  | 8  | 6  | 8  | 7  | 7  | 7  | 6  | 6  | 5  | 5  | 5  | 5  | 5  | 5  | 5  | 4  | 3  | 4  | 5  | 5  |
| S.Fernando       | 4  | 5  | 1  | 1  | 1  | 1  | 1  | 3  | 2  | 2  | 4  | 2  | 2  | 2  | 2  | 5  | 6  | 6  | 6  | 6  | 6  | 6  | 6  | 6  | 5  | 6  | 6  | 6  |
| Linense          | 1  | 1  | 2  | 2  | 3  | 6  | 7  | 8  | 7  | 5  | 6  | 8  | 8  | 8  | 8  | 8  | 10 | 8  | 7  | 7  | 7  | 7  | 7  | 7  | 7  | 7  | 7  | 7  |
| Murcia           | 18 | 13 | 20 | 20 | 16 | 11 | 12 | 9  | 11 | 13 | 13 | 14 | 13 | 10 | 12 | 9  | 11 | 12 | 13 | 10 | 10 | 8  | 8  | 8  | 8  | 8  | 8  | 8  |
| Sevilla At.      | 14 | 17 | 10 | 14 | 17 | 13 | 9  | 10 | 12 | 10 | 9  | 11 | 9  | 9  | 9  | 13 | 12 | 13 | 14 | 15 | 15 | 13 | 11 | 9  | 10 | 9  | 10 | 9  |
| UCAM             | 13 | 16 | 16 | 18 | 13 | 14 | 13 | 15 | 15 | 16 | 16 | 13 | 12 | 13 | 10 | 12 | 14 | 14 | 11 | 12 | 12 | 14 | 12 | 10 | 9  | 11 | 9  | 10 |
| Cádiz "B"        | 2  | 10 | 13 | 8  | 11 | 12 | 15 | 13 | 9  | 7  | 7  | 6  | 5  | 6  | 7  | 7  | 7  | 7  | 8  | 9  | 9  | 10 | 10 | 11 | 11 | 10 | 11 | 11 |
| Villarrubia      | 15 | 12 | 18 | 16 | 19 | 19 | 14 | 16 | 16 | 14 | 19 | 16 | 16 | 18 | 16 | 17 | 17 | 18 | 16 | 14 | 14 | 12 | 14 | 14 | 13 | 12 | 12 | 12 |
| Rec.Huelva       | 17 | 9  | 12 | 7  | 6  | 3  | 4  | 4  | 5  | 9  | 10 | 10 | 11 | 12 | 14 | 11 | 9  | 9  | 10 | 11 | 11 | 11 | 13 | 13 | 14 | 13 | 13 | 13 |
| Don Benito       | 5  | 14 | 15 | 17 | 18 | 20 | 17 | 14 | 10 | 12 | 12 | 9  | 10 | 11 | 13 | 10 | 8  | 10 | 12 | 13 | 13 | 15 | 15 | 15 | 15 | 15 | 14 | 14 |
| At.Sanluqueño    | 9  | 2  | 5  | 9  | 9  | 8  | 8  | 11 | 13 | 11 | 11 | 12 | 14 | 15 | 11 | 15 | 13 | 11 | 9  | 8  | 8  | 9  | 9  | 12 | 12 | 14 | 15 | 15 |
| Algeciras        | 11 | 11 | 7  | 11 | 8  | 7  | 10 | 12 | 14 | 15 | 15 | 17 | 19 | 16 | 17 | 16 | 16 | 15 | 15 | 16 | 16 | 18 | 16 | 17 | 17 | 17 | 17 | 16 |
| Talavera         | 8  | 18 | 11 | 12 | 14 | 17 | 19 | 19 | 20 | 18 | 14 | 15 | 15 | 14 | 15 | 14 | 15 | 16 | 17 | 17 | 17 | 16 | 17 | 16 | 16 | 16 | 16 | 17 |
| Granada "B"      | 19 | 15 | 19 | 13 | 15 | 18 | 20 | 18 | 18 | 19 | 18 | 19 | 17 | 19 | 19 | 20 | 20 | 20 | 20 | 20 | 20 | 20 | 19 | 19 | 19 | 18 | 18 | 18 |
| Mérida           | 7  | 19 | 17 | 19 | 20 | 16 | 18 | 20 | 19 | 20 | 20 | 20 | 18 | 17 | 18 | 19 | 19 | 19 | 19 | 18 | 18 | 17 | 18 | 18 | 18 | 19 | 19 | 19 |
| Villarrobledo    | 20 | 20 | 14 | 15 | 10 | 15 | 16 | 17 | 17 | 17 | 17 | 18 | 20 | 20 | 20 | 18 | 18 | 17 | 18 | 19 | 19 | 19 | 20 | 20 | 20 | 20 | 20 | 20 |

### Resultados
| Local \ Visitante         | Alg | Ats | Bad | Cad | Car | Cor | Don | Lin | Mar | Mer | Mur | RcG | RcH | San | Sev | Tal | UCA | Vro | Vru | Yec |
| ------------------------- | --- | --- | --- | --- | --- | --- | --- | --- | --- | --- | --- | --- | --- | --- | --- | --- | --- | --- | --- | --- |
| Algeciras C.F.            | —   |     | 1–0 | 1–1 | 1–1 | 2–2 | 2–0 | 2–0 |     |     | 0–1 |     | 0–0 | 1–1 | 3–0 | 0–3 | 1–2 |     | 0–0 | 3–2 |
| Atlético Sanluqueño C.F.  | 2–1 | —   |     |     | 0–1 |     | 0–0 | 1–0 | 1–2 | 3–0 |     | 0–2 | 1–1 | 0–0 | 1–2 |     | 2–1 | 1–0 | 1–2 | 0–2 |
| C.D. Badajoz              | 2–1 | 0–0 | —   | 0–0 | 2–1 | 0–1 |     |     | 1–0 | 1–1 | 0–0 | 4–0 |     | 1–2 | 1–0 | 2–0 | 2–1 | 3–2 |     |     |
| Cádiz C.F. "B"            | 2–2 | 0–0 | 0–2 | —   | 1–1 | 1–1 |     |     | 0–1 | 2–1 | 2–1 | 1–0 |     | 1–0 | 1–2 | 1–0 |     | 1–0 |     | 2–0 |
| F.C. Cartagena            | 2–0 | 2–0 | 0–0 | 1–0 | —   | 2–0 | 1–1 | 3–2 | 0–0 |     |     |     |     | 0–0 | 0–1 | 2–2 | 2–1 | 2–1 |     | 2–2 |
| Córdoba C.F.              | 0–1 | 3–1 | 1–1 | 1–0 | 0–2 | —   |     |     | 1–2 | 1–1 | 1–0 | 2–1 |     | 1–0 | 2–1 |     |     | 2–0 | 1–1 | 2–1 |
| C.D. Don Benito           |     | 1–1 | 1–4 | 1–1 | 1–2 | 0–1 | —   | 2–2 | 1–1 | 1–2 | 2–1 | 3–0 | 2–1 |     |     | 1–0 | 1–3 |     | 5–0 |     |
| R.B. Linense              |     | 1–0 | 1–0 | 0–0 | 0–1 | 0–1 | 1–0 | —   | 1–1 | 0–0 | 1–1 | 1–1 | 1–0 |     |     | 2–1 | 1–0 | 1–0 |     |     |
| Marbella F.C.             | 0–0 | 1–1 |     |     | 0–0 |     | 1–0 | 0–0 | —   | 3–2 |     |     | 2–1 | 2–2 | 2–1 | 0–0 | 4–0 | 2–1 | 2–1 | 2–1 |
| A.D. Mérida               | 4–2 | 0–0 |     |     | 0–1 |     | 1–1 | 1–1 | 0–0 | —   | 1–0 | 1–1 | 0–1 | 1–1 | 0–0 |     |     | 0–0 | 1–3 | 2–2 |
| Real Murcia C.F.          | 1–1 | 1–2 |     | 3–1 | 2–0 | 1–0 | 2–1 |     | 1–1 | 1–0 | —   | 2–0 |     | 1–2 | 2–2 | 0–1 | 3–1 | 3–0 |     | 0–1 |
| Recreativo Granada        | 0–0 | 1–0 |     |     | 0–1 | 0–2 | 1–0 | 0–0 | 0–3 | 0–2 |     | —   |     | 0–0 | 0–0 | 0–0 | 0–1 | 2–1 | 0–0 | 2–3 |
| R.C. Recreativo de Huelva |     | 2–0 | 0–1 | 1–0 | 0–1 | 2–2 | 2–0 | 1–1 | 0–0 | 3–3 | 0–0 | 1–2 | —   | 1–3 |     | 3–1 | 1–0 | 1–1 |     |     |
| San Fernando C.D.         | 2–0 |     | 2–1 | 2–0 |     |     | 0–1 | 0–1 |     |     | 3–3 | 2–3 | 2–1 | —   | 1–2 | 1–0 | 0–0 |     | 3–0 | 1–0 |
| Sevilla Atlético          | 3–2 |     | 1–1 | 0–1 | 1–0 | 2–1 | 2–3 | 1–1 |     |     |     |     | 1–3 | 1–0 | —   | 1–1 | 3–0 | 2–2 | 0–0 | 0–0 |
| C.F. Talavera de la Reina |     | 1–2 | 0–2 | 0–2 |     | 2–1 |     |     | 1–1 | 2–1 | 1–2 | 3–2 | 0–1 |     | 1–0 | —   |     | 1–0 | 1–1 | 0–0 |
| UCAM Murcia C.F.          |     | 0–0 | 1–0 | 1–1 |     | 1–1 |     | 4–3 | 2–2 | 0–0 | 0–0 | 2–1 | 1–0 |     |     | 2–0 | —   |     | 0–0 | 3–1 |
| C.P. Villarrobledo        | 1–1 |     | 1–3 |     |     |     | 2–1 | 0–2 | 1–4 |     | 0–0 | 0–2 | 2–1 | 0–4 | 3–2 |     | 2–1 | —   | 2–1 | 1–1 |
| Villarrubia C.F.          | 4–2 | 1–0 | 1–3 | 3–0 | 1–2 | 0–0 | 0–1 | 2–3 |     | 5–1 | 2–1 |     | 2–2 | 3–0 |     | 1–1 | 0–0 | 0–0 | —   |     |
| Yeclano Deportivo         | 4–1 |     | 3–0 | 2–1 |     | 2–2 | 1–1 | 3–0 |     | 2–2 |     |     | 2–0 | 0–5 | 1–0 | 2–0 | 2–1 | 1–0 | 1–0 | —   |

## Promoción de ascenso a Segunda División
- Se clasifican los siguientes equipos a la promoción de ascenso:

| Pos                                                                                                   | Grupo 1                 | Grupo 2                      | Grupo 3              | Grupo 4           |
| --- | ----------------------- | ---------------------------- | -------------------- | ----------------- |
| 1º | C. D. Atlético Baleares | U. D. Logroñés               | C. D. Castellón      | F. C. Cartagena   |
| 2º | U. D. Ibiza             | Cultural y Deportiva Leonesa | F. C. Barcelona "B"  | Marbella F. C.    |
| 3º | Atlético de Madrid "B"  | Bilbao Athletic              | C. E. Sabadell F. C. | C. D. Badajoz     |
| 4º | S. C. R. Peña Deportiva | Real Valladolid C. F. "B"    | U. E. Cornellà       | Yeclano Deportivo |
| En negrita, equipos que ascienden a Segunda División. En cursiva, equipos eliminados de la promoción. |                         |                              |                      |                   |

## Copa del Rey
Los siete primeros clasificados de cada grupo, exceptuando a los filiales, se clasifican para la siguiente edición de la Copa del Rey. La plaza de los filiales la ocupan los siguientes equipos mejor clasificados.